# Doro (gruppo musicale)
I Doro sono un gruppo musicale heavy metal tedesco formato da Doro Pesch (già cantante dei Warlock), nel 1989, a Düsseldorf.

## Formazione

### Formazione attuale
- Doro Pesch – voce
- Bas Maas – chitarra
- Luca Princiotta – chitarra, tastiere
- Nick Douglas – basso
- Johnny Dee – batteria

### Ex componenti
- John Levin – chitarra (1988-1989)
- Tommy Henriksen – basso
- Bobby Rondinelli – batteria
- Joe Taylor – chitarra
- Oliver Palotai – chitarra, tastiere

## Discografia
Album in studio
- 1989 – Force Majeure
- 1990 – Doro
- 1991 – True At Heart
- 1993 – Angels Never Die
- 1995 – Machine II Machine
- 1998 – Love Me in Black
- 2000 – Calling The Wild
- 2002 – Fight
- 2006 – Warrior Soul
- 2009 – Fear No Evil
- 2012 – Raise Your Fist In The Air [3]
- 2018 – Forever Warriors, Forever United

Album dal vivo
- 1993 – Doro Live

Raccolte
- 1991 – Rare Diamonds
- 1995 – A Whiter Shade Of Pale
- 1998 – The Ballads
- 1998 – Best Of
- 2000 – Doro
- 2004 – Classic Diamonds
- 2006 – 20 Years A Warrior Soul

EP
- 1989 – Hard Times
- 1995 – Machine II Machine: Electric Club Mixes
- 2004 – Let Love Rain On Me
- 2005 – In Liebe Und Freundschaft

Singoli
- 1993 – Bad Blood
- 2000 – Burn It Up
- 2000 – Ich will Alles
- 2001 – White Wedding
- 2005 – We're Like Thunder

### Videografia
- 1991 – Rare Diamonds - The Videos
- 1993 – Doro Live '93
- 2002 – Doro Pesch and Warlock: Live
- 2003 – Für Immer
- 2004 – Classic Diamonds - The DVD